# MotoGP svájci nagydíj
A MotoGP svájci nagydíja a MotoGP egy korábbi versenye, melyet 1949 és 1954 között rendeztek meg. Ezután a svájci kormány betiltott minden autó- és motorsportrendezvényt az 1955-ös Le Mans-i tragédia miatt.

## Győztesek
| Év   | Helyszín   | 125 cc                 | 250 cc                       | 350cc                        | 500cc                        | Összefoglaló |
| ---- | ---------- | ---------------------- | ---------------------------- | ---------------------------- | ---------------------------- | ------------ |
| 1949 | Bremgarten | Nello Pagani (Mondial) | Bruno Ruffo (Moto Guzzi)     | Freddie Frith (Velocette)    | Leslie Graham (AJS)          | Összefoglaló |
| 1950 | Genf       |                        | Dario Ambrosini (Benelli)    | Leslie Graham (AJS)          | Leslie Graham (AJS)          | Összefoglaló |
| 1951 | Bremgarten |                        | Dario Ambrosini (Benelli)    | Leslie Graham (Velocette)    | Fergus Anderson (Moto Guzzi) | Összefoglaló |
| 1952 | Bremgarten |                        | Fergus Anderson (Moto Guzzi) | Geoff Duke (Norton)          | Jack Brett (AJS)             | Összefoglaló |
| 1953 | Bremgarten |                        | Reg Armstrong (NSU)          | Fergus Anderson (Moto Guzzi) | Geoff Duke (Gilera)          | Összefoglaló |
| 1954 | Bremgarten |                        | Rupert Hollaus (NSU)         | Fergus Anderson (Moto Guzzi) | Geoff Duke (Gilera)          | Összefoglaló |